# Olivos
Olivos é um bairro de Vicente López (partido), na Argentina.
Na década de 2005-2015 foram criados diversos empreendimentos imobiliários desde Libertador e General Paz até La Lucila. Após uma década de boom imobiliário no corredor de Libertador, em Olivos e Vicente López, há departamentos luxuosos que alcançam os valores de Puerto Madero.